# هتشكوك (فلم)
هتشكوك هو فيلم كوميديا ودراما أمريكي صدر سنة 2012. تم عرض الفيلم في مدن محددة بتاريخ 23 نوفمبر وعالميا بتاريخ 14 ديسمبر.
يركز الفيلم على علاقة المخرج ألفريد هتشكوك وزوجته أثناء عمله على فيلم سايكو (فيلم) الذي يعد أحد أفضل أفلام الرعب في تاريخ صناعة الأفلام.

## طاقم التمثيل
- أنتوني هوبكنز بدور ألفريد هتشكوك.
- هيلين ميرين بدور ألما ريفيل
- سكارليت جوهانسون بدور ابنة هتشكوك.
- جيسيكا بيل بدور فيرا ميلز.
- رالف ماتشيو بدور جوزيف ستيفانو.

## روابط خارجية
- هتشكوك على موقع IMDb (الإنجليزية)
- هتشكوك على موقع ميتاكريتيك (الإنجليزية)
- هتشكوك على موقع الموسوعة البريطانية (الإنجليزية)
- هتشكوك على موقع روتن توميتوز (الإنجليزية)
- هتشكوك على موقع نتفليكس (الإنجليزية)
- هتشكوك على موقع قاعدة بيانات الأفلام العربية
- هتشكوك على موقع ألو سيني (الفرنسية)
- هتشكوك على موقع Turner Classic Movies (الإنجليزية)
- هتشكوك على موقع أول موفي (الإنجليزية)
- هتشكوك على موقع بوكس أوفيس موجو (الإنجليزية)